# Poppunk

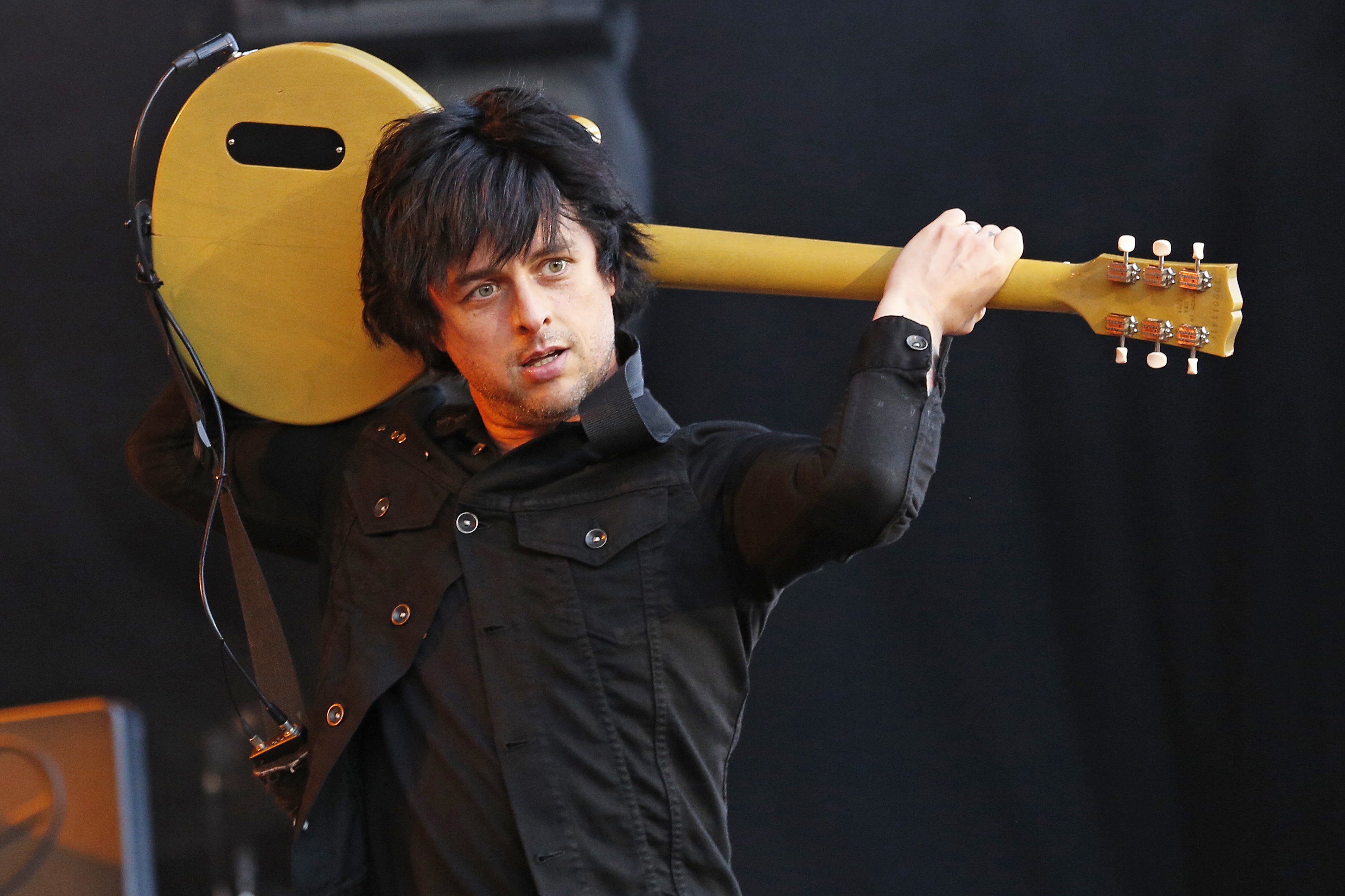
Billie Joe Armstrong, sångare och gitarrist i Green Day

Poppunk, även pop-punk eller punkpop, är en musikstil som populariserades i mitten av 90-talet av bland andra band som Weezer och Green Day. Poppunk är en form av alternativ rock som kombinerar powerpop-melodier med snabb punk..

## Historia

### Tidig punk
Samtidigt som den första riktiga rocken kom i slutet på 60-talet började vissa band tycka att musikvärlden blev för pengainriktad. De som ville spela bara för att ha kul kom att utveckla så kallad "gaturock". Under mitten på 70-talet led Europa av lågkonjunktur vilket ledde till att många människor fick det sämre ekonomiskt. Musiker som ville påverka detta kom att börja spela den första punken. Några exempel är Sex Pistols, The Clash och Ramones. 

### 80-talet
Den tidiga punken blev mycket populär under några år, sen försvann den lika kvickt som den uppkommit. Under 80-talet dominerades rocken av så kallad "pudelrock" som ex Bon Jovi och Whitesnake, men under mitten och slutet av 80-talet började punken komma tillbaka i form av band som The Offspring och Green Day vilka spelade lite mer rytmisk punk och lyckades popularisera punkgenren under mitten av 90-talet, vilket jämnade vägen för band som Blink 182, Good Charlotte, Sum 41 och Simple Plan.

### Dagens poppunk
De allra flesta poppunkband blev mer och mer popinfluerade under 2000-talet, vilket ledde till att de flesta tappade sin originalitet, den som Green Day och The Offspring skapat för ca 20 år sedan. Poppunk är idag mycket musik på radio då den är folkvänlig.
I början av 2009 meddelade legenderna inom poppunk, Blink-182, att de ska återförenas. Tidigt 2015 splittrades de igen efter bråk om diverse karriärval och beslut.
Pop-Punk dog enligt många ut strax efter mitten på 2000-talet men har på tidigt 2010-tal kommit tillbaka med en ny generation band som The Story So Far, Real Friends, Transit, Four Year Strong och Neck Deep med flera. Banden har idag dock mer influenser från hardcore och emo än tidigare och anses inte vara lika "trallvänliga" som pop-punken från tidigare generationen.

## Några kända punkpop-influerade band
- All Time Low
- Billy Talent
- Blink-182
- Bowling for Soup
- Fall Out Boy
- Green Day
- Good Charlotte
- MxPx
- Neck Deep
- New Found Glory
- No Fun at All
- Nogu svelo!
- No Use for a Name
- Simple Plan
- Sum 41
- The Story So Far
- Weezer
- +44
- Yellowcard
- Paramore
- Panic! at the Disco

## Några svenska punkpop-influerade band
- Future Idiots
- Her Bright Skies
- Neverstore
- Wayside